# Gran Premio d'Italia 2000
Il Gran Premio d'Italia 2000 è stato un Gran Premio di Formula 1 disputato sul circuito di Monza il 10 settembre 2000. La gara fu vinta da Michael Schumacher su Ferrari, davanti a Mika Häkkinen su McLaren - Mercedes e a Ralf Schumacher su Williams - BMW.

## Vigilia

### Aspetti sportivi

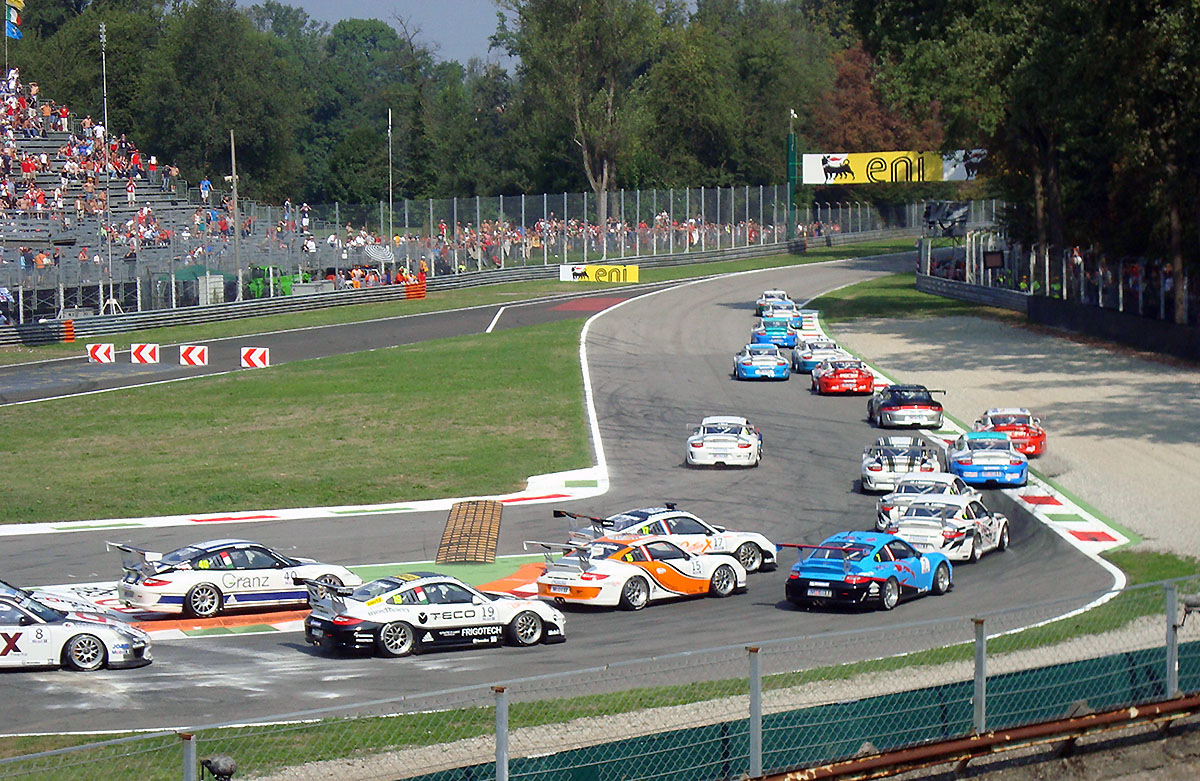
Il nuovo disegno della prima variante di Monza, introdotto in quest'edizione (qui durante le finali 2012 della Porsche Supercup)

Nel mese di luglio l'Autodromo di Monza fu sottoposto a dei lavori di ammodernamento, durante i quali fu completamente riasfaltato e furono modificate la prima variante e quella della Roggia. La prima chicane fu resa più marcata, impedendo ai piloti di percorrere una traiettoria quasi rettilinea tra i cordoli come in precedenza, mentre la variante della Roggia fu allungata e allargata, permettendo il passaggio di due vetture appaiate; furono inoltre aumentate le dimensioni delle vie di fuga in entrambi i punti. Si stimò che le modifiche avrebbero portato a dei tempi di circa due secondi più lenti rispetto alla stagione precedente. 
Il primo a provare la versione rivista del circuito fu Jean Alesi, che a metà agosto vi svolse una sessione di test privati in preparazione al Gran Premio del Belgio. Il pilota francese si espresse favorevolmente sulle modifiche apportate al tracciato, ma quando, due settimane più tardi, tutte le squadre si recarono a Monza per effettuare quattro giorni di test in preparazione per l'imminente Gran Premio, le reazioni dei piloti furono variegate. In particolare, fu messo in discussione il nuovo disegno della prima variante: Olivier Panis ne mise in dubbio l'effettiva sicurezza, giudicando la nuova chicane troppo stretta, mentre Jarno Trulli e Pedro de la Rosa espressero il timore che le modifiche aumentassero la probabilità di un incidente dopo la partenza. Anche David Coulthard si espresse criticamente, lamentando la difficoltà di trovare punti di riferimento per la frenata e ipotizzando che questo potesse portare a ripetuti tagli della chicane durante la gara, mentre Michael Schumacher si disse favorevole alle modifiche, dichiarando che avrebbero reso meno frequenti i danneggiamenti alle sospensioni verificatisi nelle edizioni precedenti.
Durante il secondo giorno di test, Giancarlo Fisichella ebbe un violento incidente alla curva Ascari, causato da un guasto ai freni. Il pilota della Benetton riportò delle contusioni a gomiti, ginocchia e caviglie, che non gli impedirono però di prendere parte al Gran Premio la settimana seguente.
Alla vigilia del Gran Premio la Jaguar annunciò l'ingaggio per la stagione seguente di Luciano Burti al posto di Johnny Herbert come secondo pilota del team, al fianco del confermato Eddie Irvine; Burti, già collaudatore per la scuderia britannica, aveva fatto il suo debutto in Formula 1 con la Jaguar nel Gran Premio d'Austria, nel quale aveva sostituito l'indisposto Irvine. Sempre sul fronte del mercato piloti, la Sauber annunciò invece di aver messo sotto contratto Nick Heidfeld, fino a quel momento protagonista di una stagione deludente con la Prost.

### Aspetti tecnici
Data l'elevata media sul giro del circuito italiano, tutte le scuderie montarono sulle proprie vetture alettoni con un'incidenza molto ridotta, nella maggior parte dei casi impiegando nuovamente le ali utilizzate a Hockenheim.

## Prove libere

### Risultati
I tempi migliori della prima sessione di prove libere di venerdì furono i seguenti:
| Pos | Nº | Pilota             | Costruttore          | Tempo    |
| --- | -- | ------------------ | -------------------- | -------- |
| 1   | 4  | Rubens Barrichello | Ferrari              | 1'25"057 |
| 2   | 6  | Jarno Trulli       | Jordan - Mugen Honda | 1'25"390 |
| 3   | 3  | Michael Schumacher | Ferrari              | 1'25"546 |

I tempi migliori della seconda sessione di prove libere di venerdì furono i seguenti:
| Pos | Nº | Pilota             | Costruttore        | Tempo    |
| --- | -- | ------------------ | ------------------ | -------- |
| 1   | 3  | Michael Schumacher | Ferrari            | 1'25"117 |
| 2   | 4  | Rubens Barrichello | Ferrari            | 1'25"541 |
| 3   | 1  | Mika Häkkinen      | McLaren - Mercedes | 1'25"553 |

I tempi migliori delle sessioni di prove libere di sabato mattina furono i seguenti:
| Pos | Nº | Pilota             | Costruttore        | Tempo    |
| --- | -- | ------------------ | ------------------ | -------- |
| 1   | 3  | Michael Schumacher | Ferrari            | 1'23"904 |
| 2   | 1  | Mika Häkkinen      | McLaren - Mercedes | 1'24"142 |
| 3   | 4  | Rubens Barrichello | Ferrari            | 1'24"199 |

## Qualifiche

### Resoconto
Le qualifiche furono caratterizzate da un confronto interno tra i due piloti della Ferrari: a inizio sessione Rubens Barrichello fece segnare la migliore prestazione, venendo poi battuto di appena 27 millesimi da Michael Schumacher. Alla fine delle qualifiche il pilota brasiliano si lamentò del traffico, che a suo dire gli aveva impedito di migliorare ulteriormente il proprio tempo. Il leader della classifica piloti Mika Häkkinen si dovette accontentare del terzo posto, staccato di circa due decimi da Schumacher, mentre il suo compagno di squadra Coulthard si piazzò quinto, battuto anche da Jacques Villeneuve, che sfruttò il motore da qualifica fornito alla BAR dalla Honda per conquistare il miglior risultato in qualifica della stagione. Il compagno di squadra del canadese, Ricardo Zonta, accusò invece dei problemi al cambio e fece segnare solo il diciassettesimo tempo.
La Jordan ottenne un buon risultato, con Jarno Trulli sesto e Heinz-Harald Frentzen ottavo, separati da Ralf Schumacher. Giancarlo Fisichella fece segnare il nono tempo davanti a Pedro de la Rosa e Jos Verstappen, le cui Arrows A21 si adattavano bene al veloce circuito brianzolo.

### Risultati
| Pos | No | Pilota                | Costruttore          | Tempo    | Distacco |
| --- | -- | --------------------- | -------------------- | -------- | -------- |
| 1   | 3  | Michael Schumacher    | Ferrari              | 1'23"770 |          |
| 2   | 4  | Rubens Barrichello    | Ferrari              | 1'23"797 | +0"027   |
| 3   | 1  | Mika Häkkinen         | McLaren - Mercedes   | 1'23"967 | +0"197   |
| 4   | 22 | Jacques Villeneuve    | BAR - Honda          | 1'24"238 | +0"468   |
| 5   | 2  | David Coulthard       | McLaren - Mercedes   | 1'24"290 | +0"520   |
| 6   | 6  | Jarno Trulli          | Jordan - Mugen Honda | 1'24"447 | +0"707   |
| 7   | 9  | Ralf Schumacher       | Williams - BMW       | 1'24"516 | +0"746   |
| 8   | 5  | Heinz-Harald Frentzen | Jordan - Mugen Honda | 1'24"786 | +1"016   |
| 9   | 11 | Giancarlo Fisichella  | Benetton - Playlife  | 1'24"789 | +1"019   |
| 10  | 18 | Pedro de la Rosa      | Arrows - Supertec    | 1'24"814 | +1"044   |
| 11  | 19 | Jos Verstappen        | Arrows - Supertec    | 1'24"820 | +1"050   |
| 12  | 10 | Jenson Button         | Williams - BMW       | 1'24"907 | +1"137   |
| 13  | 12 | Alexander Wurz        | Benetton - Playlife  | 1'25"150 | +1"380   |
| 14  | 7  | Eddie Irvine          | Jaguar - Ford        | 1'25"251 | +1"481   |
| 15  | 17 | Mika Salo             | Sauber - Petronas    | 1'25"322 | +1"552   |
| 16  | 16 | Pedro Diniz           | Sauber - Petronas    | 1'25"324 | +1"554   |
| 17  | 23 | Ricardo Zonta         | BAR - Honda          | 1'25"337 | +1"567   |
| 18  | 8  | Johnny Herbert        | Jaguar - Ford        | 1'25"388 | +1"618   |
| 19  | 14 | Jean Alesi            | Prost - Peugeot      | 1'25"558 | +1"788   |
| 20  | 15 | Nick Heidfeld         | Prost - Peugeot      | 1'25"625 | +1"855   |
| 21  | 20 | Marc Gené             | Minardi - Fondmetal  | 1'26"336 | +2"556   |
| 22  | 21 | Gastón Mazzacane      | Minardi - Fondmetal  | 1'27"360 | +3"590   |

## Warm-up

### Risultati
I tempi migliori fatti segnare nel warm up di domenica mattina furono i seguenti:
| Pos | No | Pilota             | Costruttore        | Tempo    |
| --- | -- | ------------------ | ------------------ | -------- |
| 1   | 23 | Ricardo Zonta      | BAR - Honda        | 1'26"448 |
| 2   | 1  | Mika Häkkinen      | McLaren - Mercedes | 1'26"513 |
| 3   | 3  | Michael Schumacher | Ferrari            | 1'26"593 |

## Gara

### Resoconto

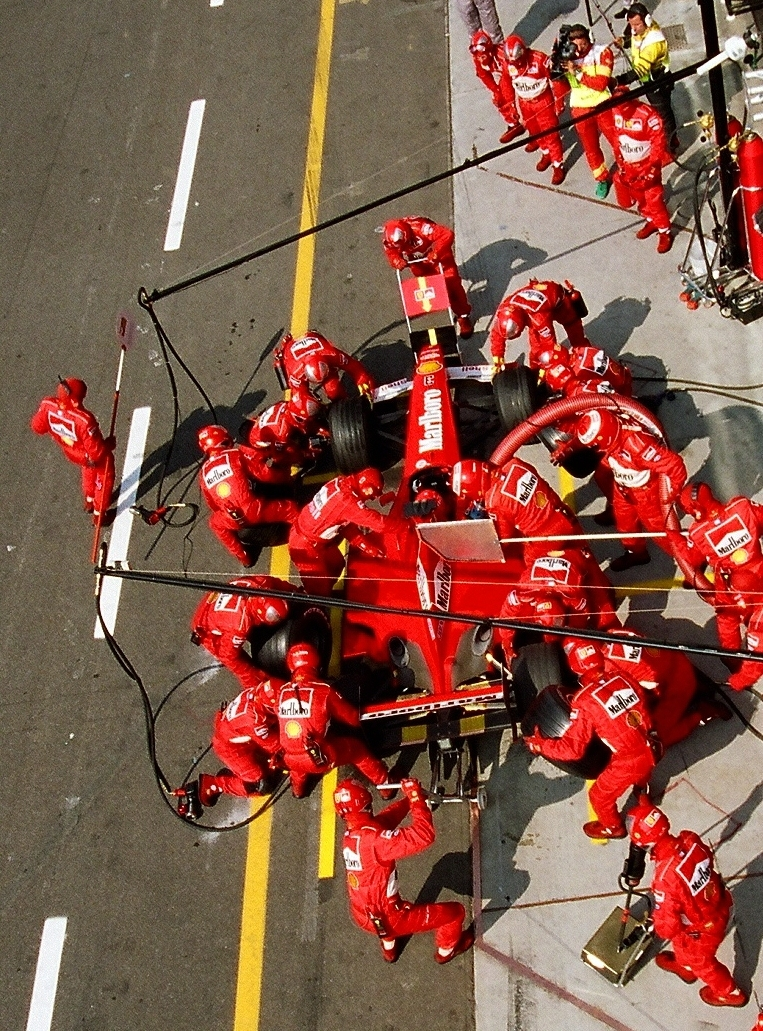
Il pit stop di Michael Schumacher durante la gara

Alla partenza, il ferrarista Barrichello fece slittare le ruote e fu quindi passato dalle due McLaren e da Trulli. Più indietro, Salo e Irvine si scontrarono, coinvolgendo nell'incidente anche Diniz: il nordirlandese si ritirò, mentre i due piloti della Sauber continuarono la loro gara, pur avendo subìto danni alle proprie vetture.
Poco più avanti, alla variante della Roggia, Barrichello cercò di sopravanzare Trulli, ma fu centrato da Frentzen, che sbagliò completamente la frenata e diede il via a una paurosa carambola che coinvolse anche Coulthard e de la Rosa, la cui vettura toccò le ruote posteriori della BAR di Zonta, decollò e si cappottò più volte centrando anche la Jaguar di Herbert, a sua volta costretto al ritiro. I piloti coinvolti nell'incidente non riportarono ferite fisiche importanti, ma un volontario della CEA, Paolo Gislimberti, fu colpito al torace e al volto da una ruota e da un pezzo di sospensione staccatisi dalla Jordan di Frentzen: trasportato rapidamente in ospedale, tuttavia morì poco dopo.
La direzione gara mandò in pista la safety car, che rimase davanti alle vetture per ben dieci giri onde permettere la pulizia della pista e i soccorsi a Gislimberti. Poco prima della ripartenza della corsa, Michael Schumacher cominciò da prassi a effettuare brusche accelerazioni e frenate per riscaldare le gomme e compattare il gruppo: ne fece le spese il giovane Button, che, colto di sorpresa, fu costretto a uscire di pista per non tamponare Fisichella, che lo precedeva, rischiando di investire alcuni commissari e dovendosi poi ritirare all'altezza della curva Parabolica. Quando la vettura di sicurezza uscì di scena, Michael Schumacher conduceva davanti ad Häkkinen, Villeneuve, Ralf Schumacher, Fisichella, Wurz e Verstappen. Il ferrarista aumentò senza particolari difficoltà il proprio vantaggio sul rivale, potendo quindi controllare agevolmente la gara. Alle spalle del duo di testa, Villeneuve fu costretto al ritiro al 14º passaggio per la rottura del cambio della sua BAR: si scatenò quindi la lotta per la terza posizione, animata soprattutto da Verstappen e da Zonta, le cui vetture erano dotate di un'ottima velocità di punta; il brasiliano, inoltre, era partito con un'aggressiva strategia a due soste nel tentativo di rimediare a delle qualifiche non esaltanti, pertanto si rese protagonista di una lunga serie di sorpassi.
Dopo le soste ai box Michael Schumacher continuò ad amministrare il proprio vantaggio su Häkkinen, autore del giro più veloce in gara ma mai in grado di impensierire il rivale. Più indietro Ralf Schumacher ebbe la meglio sui suoi diretti avversari nella lotta per il terzo gradino del podio. Fisichella sembrò in grado di conquistare la quarta posizione, ma un problema alla frizione nel corso del suo pit stop gli fece perdere un giro; quarto concluse quindi Verstappen seguito da Wurz, che conquistò così i primi punti della stagione, e da Zonta. In ottica campionato Schumacher, tornato alla vitoria dopo tre mesi dalla precedente affermazione in Canada, e la Ferrari si riavvicinarono ad Häkkinen e alla McLaren, portandosi rispettivamente a meno due e a meno quattro punti. La Benetton conquistò i primi punti da Montréal, rimanendo però molto lontana dalla Williams, saldamente al terzo posto. La Arrows, grazie al quarto posto di Verstappen, superò la Sauber alla settima posizione in classifica.
Alla cerimonia del podio, già funestata dalla tragedia di Gislimberti, non prese parte il ministro dell'Interno, Enzo Bianco, che avrebbe dovuto premiare il vincitore ma che disertò per via del drammatico evolversi dell'alluvione della Calabria.

### Risultati
| Pos | Nº | Pilota                | Costruttore          | Giri | Tempo/Ritiro | Partenza | Punti |
| --- | -- | --------------------- | -------------------- | ---- | ------------ | -------- | ----- |
| 1   | 3  | Michael Schumacher    | Ferrari              | 53   | 1h27'31"638  | 1        | 10    |
| 2   | 1  | Mika Häkkinen         | McLaren - Mercedes   | 53   | +3"810       | 3        | 6     |
| 3   | 9  | Ralf Schumacher       | Williams - BMW       | 53   | +52"432      | 7        | 4     |
| 4   | 19 | Jos Verstappen        | Arrows - Supertec    | 53   | +59"938      | 11       | 3     |
| 5   | 12 | Alexander Wurz        | Benetton - Playlife  | 53   | +1'07"426    | 13       | 2     |
| 6   | 23 | Ricardo Zonta         | BAR - Honda          | 53   | +1'09"293    | 17       | 1     |
| 7   | 17 | Mika Salo             | Sauber - Petronas    | 52   | + 1 giro     | 15       |       |
| 8   | 16 | Pedro Diniz           | Sauber - Petronas    | 52   | + 1 giro     | 16       |       |
| 9   | 20 | Marc Gené             | Minardi - Fondmetal  | 52   | + 1 giro     | 21       |       |
| 10  | 21 | Gastón Mazzacane      | Minardi - Fondmetal  | 52   | + 1 giro     | 22       |       |
| 11  | 11 | Giancarlo Fisichella  | Benetton - Playlife  | 52   | + 1 giro     | 9        |       |
| 12  | 14 | Jean Alesi            | Prost - Peugeot      | 51   | + 2 giri     | 19       |       |
| Rit | 15 | Nick Heidfeld         | Prost - Peugeot      | 15   | Testacoda    | 20       |       |
| Rit | 22 | Jacques Villeneuve    | BAR - Honda          | 14   | Cambio       | 4        |       |
| Rit | 10 | Jenson Button         | Williams - BMW       | 10   | Incidente    | 12       |       |
| Rit | 8  | Johnny Herbert        | Jaguar - Ford        | 1    | Incidente    | 18       |       |
| Rit | 7  | Eddie Irvine          | Jaguar - Ford        | 0    | Incidente    | 14       |       |
| Rit | 5  | Heinz-Harald Frentzen | Jordan - Mugen Honda | 0    | Incidente    | 6        |       |
| Rit | 6  | Jarno Trulli          | Jordan - Mugen Honda | 0    | Incidente    | 8        |       |
| Rit | 18 | Pedro de la Rosa      | Arrows - Supertec    | 0    | Incidente    | 10       |       |
| Rit | 2  | David Coulthard       | McLaren - Mercedes   | 0    | Incidente    | 5        |       |
| Rit | 4  | Rubens Barrichello    | Ferrari              | 0    | Incidente    | 2        |       |

## Classifiche

### Piloti
| Pos. | Pilota                | Punti |
| ---- | --------------------- | ----- |
| 1    | Mika Häkkinen         | 80    |
| 2    | Michael Schumacher    | 78    |
| 3    | David Coulthard       | 61    |
| 4    | Rubens Barrichello    | 49    |
| 5    | Ralf Schumacher       | 24    |
| 6    | Giancarlo Fisichella  | 18    |
| 7    | Jacques Villeneuve    | 11    |
| 8    | Jenson Button         | 10    |
| 9    | Heinz-Harald Frentzen | 7     |
| 10   | Jarno Trulli          | 6     |
| 10   | Mika Salo             | 6     |
| 12   | Jos Verstappen        | 5     |
| 13   | Eddie Irvine          | 3     |
| 14   | Ricardo Zonta         | 2     |
| 14   | Pedro de la Rosa      | 2     |
| 14   | Alexander Wurz        | 2     |

### Costruttori
| Pos. | Team                 | Punti |
| ---- | -------------------- | ----- |
| 1    | McLaren - Mercedes   | 131   |
| 2    | Ferrari              | 127   |
| 3    | Williams - BMW       | 34    |
| 4    | Benetton - Playlife  | 20    |
| 5    | BAR - Honda          | 13    |
| 6    | Jordan - Mugen Honda | 13    |
| 7    | Arrows - Supertec    | 7     |
| 8    | Sauber - Petronas    | 6     |
| 9    | Jaguar - Ford        | 3     |